# Aghasi Khanjian

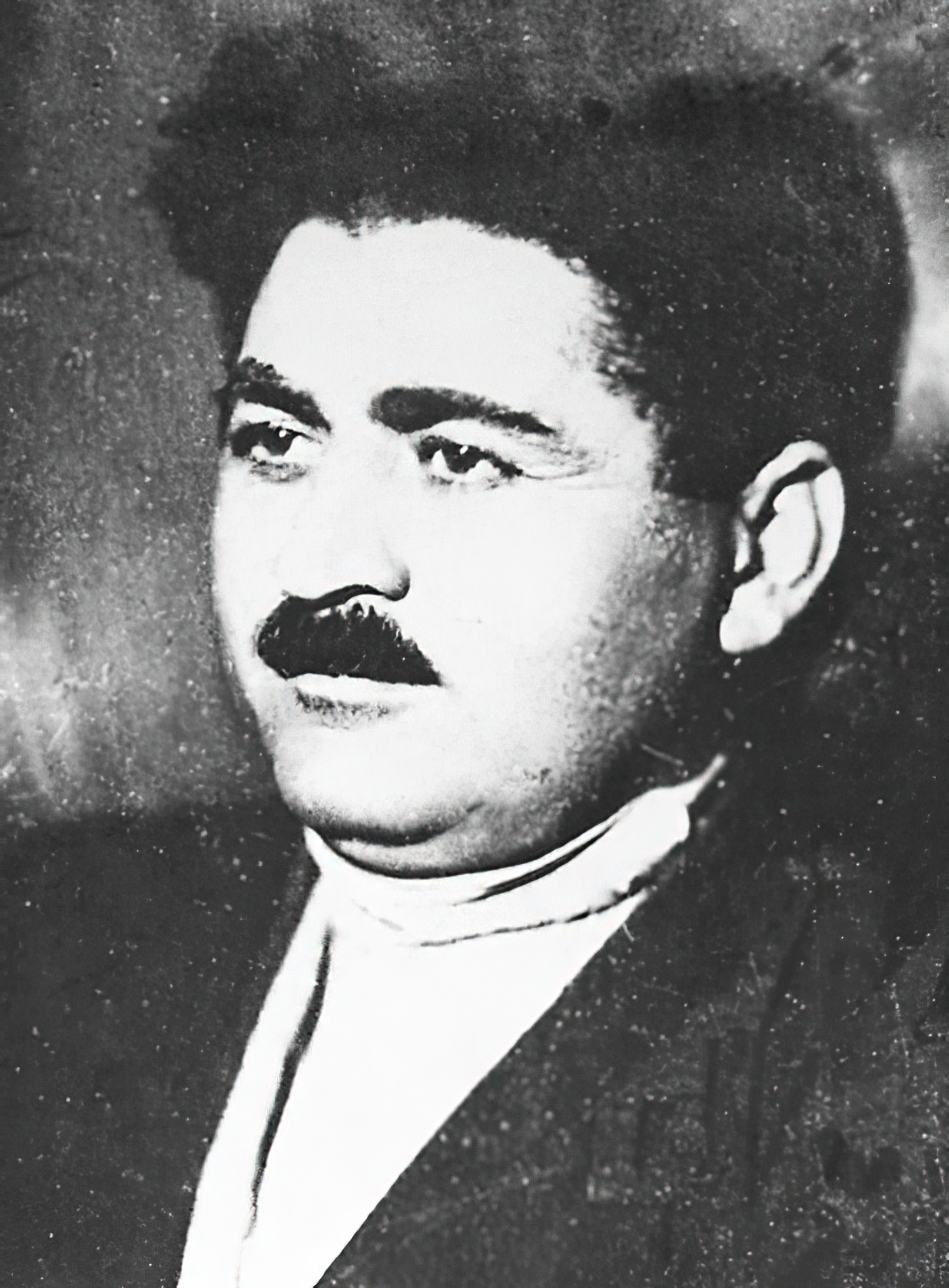
Aghasi Khanjian 1934

Aghasi Khanjian (tiếng Armenia: Աղասի Խանջյան; tiếng Nga: Агаси Гевондович Ханджян, Agasi Gevondovich Khandzhyan) (30 tháng 1 năm 1901 - 6 tháng 7 năm 1936) Bí thư thứ nhất của Đảng Cộng sản Armenia từ tháng 5 năm 1930 đến tháng 7 năm 1936. 
Khanjian sinh ra tại thành phố Van, Đế quốc Ottoman (ngày nay là miền đông Thổ Nhĩ Kỳ). Với sự kiện Diệt chủng Armenia, gia đình ông di cư và định cư tại Armenia. Năm 1917-1919, ông là một trong những nhà lãnh đạo của Spartak, liên minh sinh viên Mác xít của Armenia. Sau đó, ông phục vụ cho Ủy ban ngầm Bolshevik Armenia.
Năm 1920, Khanjian trở thành Bí thư thứ nhất của Ủy ban thành phố Yerevan của Đảng Cộng sản Armenia và năm 1930, thư ký đầu tiên của Đảng Cộng sản Armenia. Ông đã chứng tỏ là một chính khách có uy tín của Liên Xô và rất nổi tiếng trong cộng đồng người Armenia. Ông là một người bạn và người ủng hộ của nhiều trí thức người Armenia, bao gồm cả Yeghishe Charents, Axel Bakunts và Gurgen Mahari.
Ông bị bắt năm 1936 và chết trong khi bị thẩm vấn. Ronald Grigor Suny mô tả hoàn cảnh của cái chết của ông như sau:
Giữa những năm 1930, Khanjian đã phải đối mặt với Lavrenti Beria, một người Gruzia gần gũi với Stalin. Đầu tháng 7 năm 1936, Khanjian được gọi đến Tiflis và bất ngờ Khanjian được thông báo rằng đã tự sát. Mặc dù hoàn cảnh của cái chết của ông bị nghi ngờ, người ta tin rằng Beria đã ra lệnh cho Khanjian phải tự sát.
Theo Robert Conquest, thì Khanjian bị bắn bởi Beria. Cùng với một thế hệ các nhà lãnh đạo Cộng sản Armenia (như Vagarshak Ter-Vaganyan), Khanjian là nạn nhân trong cuộc Đại thanh trừng.
Khanjian được chính thức phục hồi sau cái chết của Joseph Stalin vào năm 1953.